# Norman Wainwright
Norman Wainwright   (Stoke-on-Trent, 4 de juliol de 1914 - Stoke-on-Trent, 2 de maig de 2000) fou un nedador anglès, especialista en estil lliure, que va competir durant les dècades de 1930 i 1940.
Durant la seva carrera esportiva va prendre part en tres edicions dels Jocs Olímpics d'Estiu, el 1932, a Los Angeles, el 1936, a Berlín, i el 1948, a Londres. El millor resultat el va obtenir el 1936, quan fou sisè en la prova dels 4x200 metres lliures del programa de natació.
En el seu palmarès destaquen tres medalles de bronze en el Campionat d'Europa de natació de 1934 i 1938, i una d'or, dues de plata i dues de bronze en els Jocs de l'Imperi Britànic de 1934 i 1938. Guanyà 21 campionats de l'Amateur Swimming Association (ASA) i va establir 50 rècords britànics.